# Lanchères
Lanchères est une commune française située dans le département de la Somme, en région Hauts-de-France.
Depuis juillet 2020, la commune fait partie du parc naturel régional Baie de Somme - Picardie maritime.
La commune fait aussi partie des villages labellisés Pays d'art et d'histoire qui œuvrent à mettre en avant leur patrimoine,.

## Géographie

### Localisation
Lanchères est un village picard du Vimeu.
À vol d'oiseau, la localité est située à 7 km au sud-ouest de Saint-Valery-sur-Somme, 8 km au nord de Friville-Escarbotin, 15 km au nord-est d'Eu-Le Tréport, 21 km au nord-ouest d'Abbeville et à 61 km au nord-ouest d'Amiens.
Le territoire de la commune est limitrophe de ceux de quatre communes.
Les communes limitrophes sont  Brutelles, Cayeux-sur-Mer, Pendé et Saint-Blimont.

### Risques naturels
La commune présente un risque de submersion marine.

### Hydrographie

#### Réseau hydrographique
La commune est située dans le bassin Artois-Picardie. Elle est drainée par le canal de Lanchère S Nord, l'Hable d'Ault et divers autres petits cours d'eau.
Le Hâble d'Ault, d'une longueur de 13 km, prend sa source dans la commune de Woignarue et se jette  dans la Somme canalisée en limite des communes de Cayeux-sur-Mer et de Lanchères.

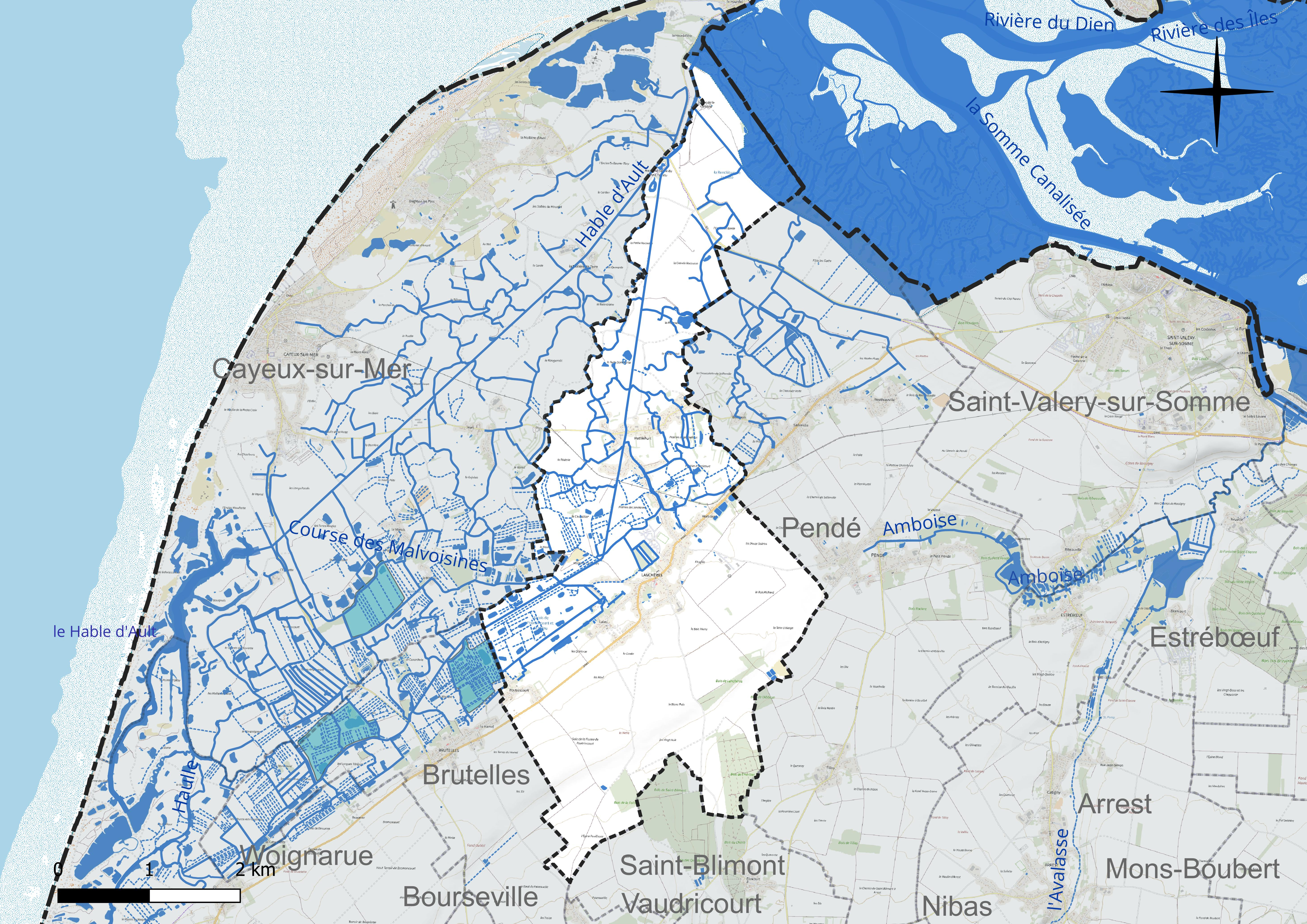
Réseau hydrographique de Lanchères.

#### Gestion et qualité des eaux
Le territoire communal est couvert par le schéma d'aménagement et de gestion des eaux (SAGE) « Somme aval et Cours d'eau côtiers ». Ce document de planification concerne un territoire de 1 835 km2 de superficie, délimité par le bassin versant de la Somme canalisée. Le périmètre a été arrêté le 29 avril 2010 et le SAGE proprement dit a été approuvé le 6 août 2019. La structure porteuse de l'élaboration et de la mise en œuvre est le syndicat mixte d'aménagement hydraulique du bassin versant de la Somme (AMEVA).
La qualité des cours d'eau peut être consultée sur un site dédié géré par les agences de l'eau et l'Agence française pour la biodiversité.

### Climat
Pour des articles plus généraux, voir Climat des Hauts-de-France et Climat de la Somme.
En 2010, le climat de la commune est de type climat océanique franc, selon une étude du CNRS s'appuyant sur une série de données couvrant la période 1971-2000. En 2020, Météo-France publie une typologie des climats de la France métropolitaine dans laquelle la commune est exposée à un climat océanique et est dans la région climatique Côtes de la Manche orientale, caractérisée par un faible ensoleillement (1 550 h/an) ; forte humidité de l'air (plus de 20 h/jour avec humidité relative > 80 % en hiver), vents forts fréquents.
Pour la période 1971-2000, la température annuelle moyenne est de 10,9 °C, avec une amplitude thermique annuelle de 13 °C. Le cumul annuel moyen de précipitations est de 815 mm, avec 12,5 jours de précipitations en janvier et 8,3 jours en juillet. Pour la période 1991-2020, la température moyenne annuelle observée sur la station météorologique la plus proche, située sur la commune de Cayeux-sur-Mer à 5 km à vol d'oiseau, est de 11,4 °C et le cumul annuel moyen de précipitations est de 761,1 mm,. Pour l'avenir, les paramètres climatiques de la commune estimés pour 2050 selon différents scénarios d'émission de gaz à effet de serre sont consultables sur un site dédié publié par Météo-France en novembre 2022.
| Mois                                  | jan.           | fév.           | mars          | avril         | mai           | juin          | jui.        | août          | sep.          | oct.          | nov.          | déc.          | année      |
| ------------------------------------- | -------------- | -------------- | ------------- | ------------- | ------------- | ------------- | ----------- | ------------- | ------------- | ------------- | ------------- | ------------- | ---------- |
| Température minimale moyenne (°C)     | 3              | 2,5            | 4             | 5,6           | 8,8           | 11,8          | 13,7        | 14            | 11,5          | 9,4           | 6,2           | 3,8           | 7,9        |
| Température moyenne (°C)              | 5,4            | 5,3            | 7,4           | 10,1          | 12,9          | 15,9          | 17,9        | 18            | 15,7          | 12,8          | 8,9           | 6,3           | 11,4       |
| Température maximale moyenne (°C)     | 7,8            | 8,1            | 10,8          | 14,6          | 17            | 20            | 22,2        | 22            | 19,9          | 16,2          | 11,7          | 8,8           | 14,9       |
| Record de froid (°C) date du record   | −10,6 07.01.09 | −13,8 12.02.12 | −6,7 13.03.13 | −4,6 07.04.13 | −0,3 15.05.10 | 2 01.06.06    | 6 16.07.19  | 6,8 31.08.11  | 0,4 30.09.18  | −1,3 26.10.10 | −5,2 29.11.10 | −8,3 03.12.10 | −13,8 2012 |
| Record de chaleur (°C) date du record | 16,7 01.01.22  | 18,8 24.02.21  | 23,1 30.03.17 | 25,5 20.04.19 | 28,7 17.05.17 | 35,8 21.06.17 | 41 19.07.22 | 35,4 09.08.20 | 33,7 10.09.23 | 28,5 01.10.11 | 20,6 07.11.15 | 16,3 31.12.22 | 41 2022    |
| Précipitations (mm)                   | 65,8           | 56             | 47            | 33,2          | 49,9          | 50,6          | 55,2        | 80,9          | 55,2          | 86,7          | 90,9          | 89,7          | 761,1      |

## Urbanisme

### Typologie
Au 1er janvier 2024, Lanchères est catégorisée commune rurale à habitat dispersé, selon la nouvelle grille communale de densité à sept niveaux définie par l'Insee en 2022.
Elle est située hors unité urbaine. Par ailleurs la commune fait partie de l'aire d'attraction de Friville-Escarbotin, dont elle est une commune de la couronne,. Cette aire, qui regroupe 33 communes, est catégorisée dans les aires de moins de 50 000 habitants,.
La commune, bordée par la Manche, est également une commune littorale au sens de la loi du 3 janvier 1986, dite loi littoral. Des dispositions spécifiques d'urbanisme s'y appliquent dès lors afin de préserver les espaces naturels, les sites, les paysages et l'équilibre écologique du littoral, tel le principe d'inconstructibilité, en dehors des espaces urbanisés, sur la bande littorale des 100 mètres, ou plus si le plan local d'urbanisme le prévoit.

### Occupation des sols
L'occupation des sols de la commune, telle qu'elle ressort de la base de données européenne d'occupation biophysique des sols Corine Land Cover (CLC), est marquée par l'importance des territoires agricoles (79,9 % en 2018), en diminution par rapport à 1990 (83,8 %). La répartition détaillée en 2018 est la suivante :
terres arables (64 %), prairies (13,6 %), zones urbanisées (7,4 %), zones humides intérieures (7 %), zones humides côtières (3,3 %), forêts (2,4 %), zones agricoles hétérogènes (2,3 %). L'évolution de l'occupation des sols de la commune et de ses infrastructures peut être observée sur les différentes représentations cartographiques du territoire : la carte de Cassini (XVIIIe siècle), la carte d'état-major (1820-1866) et les cartes ou photos aériennes de l'IGN pour la période actuelle (1950 à aujourd'hui).

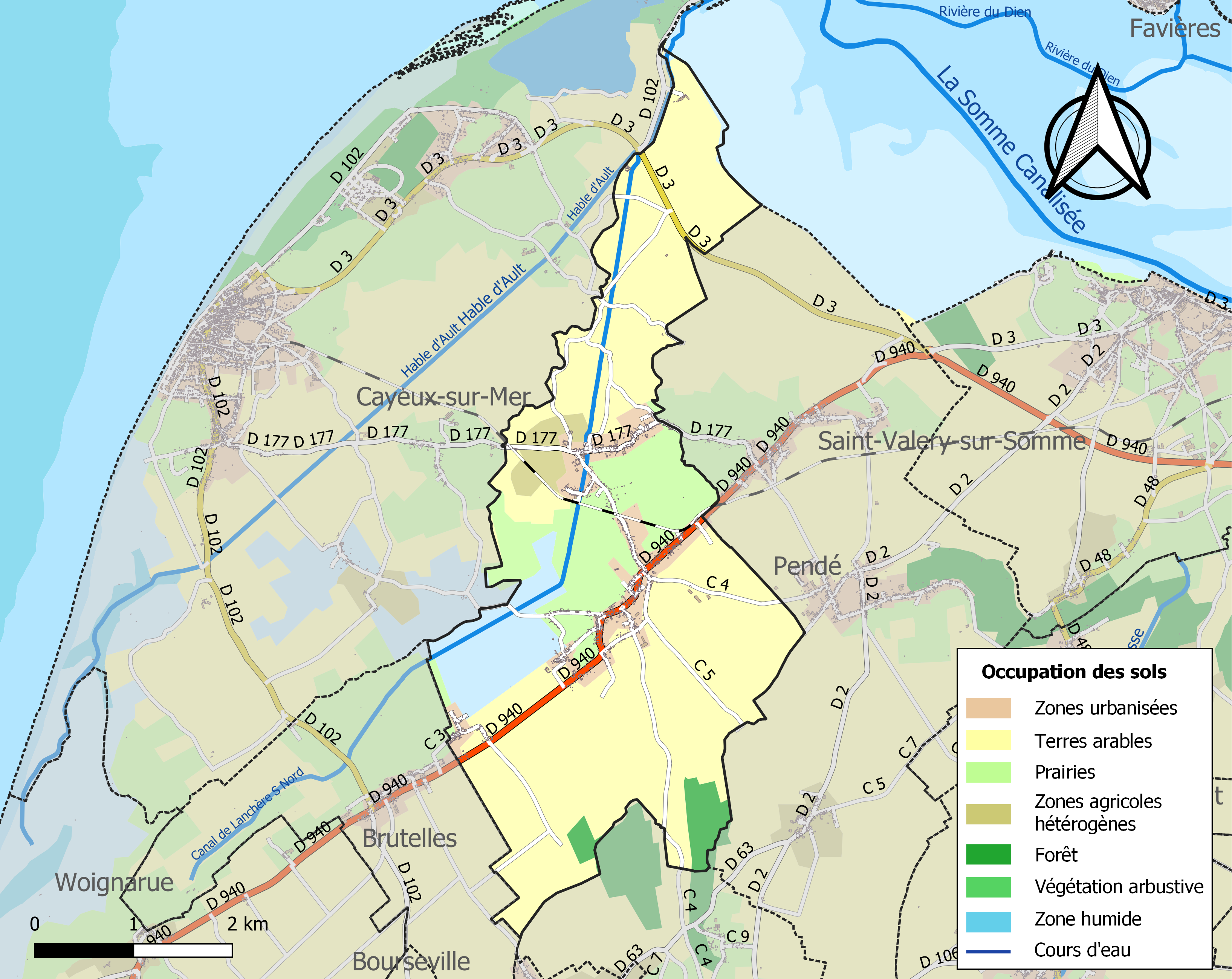
Carte des infrastructures et de l'occupation des sols de la commune en 2018 (CLC).

### Lieux-dits, hameaux et écarts
Lanchères compte trois hameaux :
- Laleu ;
- Wathiéhurt ;
- Poutrincourt[24].

### Voies de communication et transports
En 2019, la localité est desservie par les lignes d'autocars no 5 (Cayeux - Friville-Escarbotin - Abbeville), no 6 (Cayeux - Saint-Valery - Abbeville)  et no 7 (Lanchères - Friville) du réseau Trans'80, Hauts-de-France, chaque jour de la semaine sauf le dimanche et les jours fériés.

## Toponymie
Le nom de la localité est attesté sous les formes Langaratum en 1088 ; Lanscenescuria en 1218 ; Lanchières en 1301 ; Lencelles — Lancelle en 1513 ; Lanchères en 1646 ; Lancher en 1657 ; Leucher en 1690 ; Lanchère en 1710 ; Lenchères en 1757 ; Lenchère en 1763 ; L'Enchère en 1771.
Lanchères doit avoir pour radical lancus, qui avait jadis la signification de mansus pris avec une acception assez étendue ce n'était pas seulement l'habitation , mais bien la manse avec ses dépendances ou l'équivalent picard, au pluriel , de l'oïl lancière « abée d'un moulin », « canal de décharge par lequel l'eau s'écoule quand les moulins ne tournent pas ».

## Histoire
Le village a été desservi par la gare de Lanchères - Pendé, mise en service le 6 septembre 1887 par la Société générale des chemins de fer économiques (SE), lorsqu'elle ouvre à l'exploitation la ligne à écartement métrique de Noyelles à Cayeux du réseau des Chemins de fer départementaux de la Somme. Ses bâtiments actuels datent de 1935.
Une râperie de betteraves à sucre a été alimentée par le réseau des Chemins de fer départementaux de la Somme, aux XIXe et XXe siècles.
Le service public ferroviaire cesse en 1972, et la gare est depuis utilisée dans le cadre de l'exploitation touristique du Chemin de fer de la baie de Somme (CFBS).

## Politique et administration

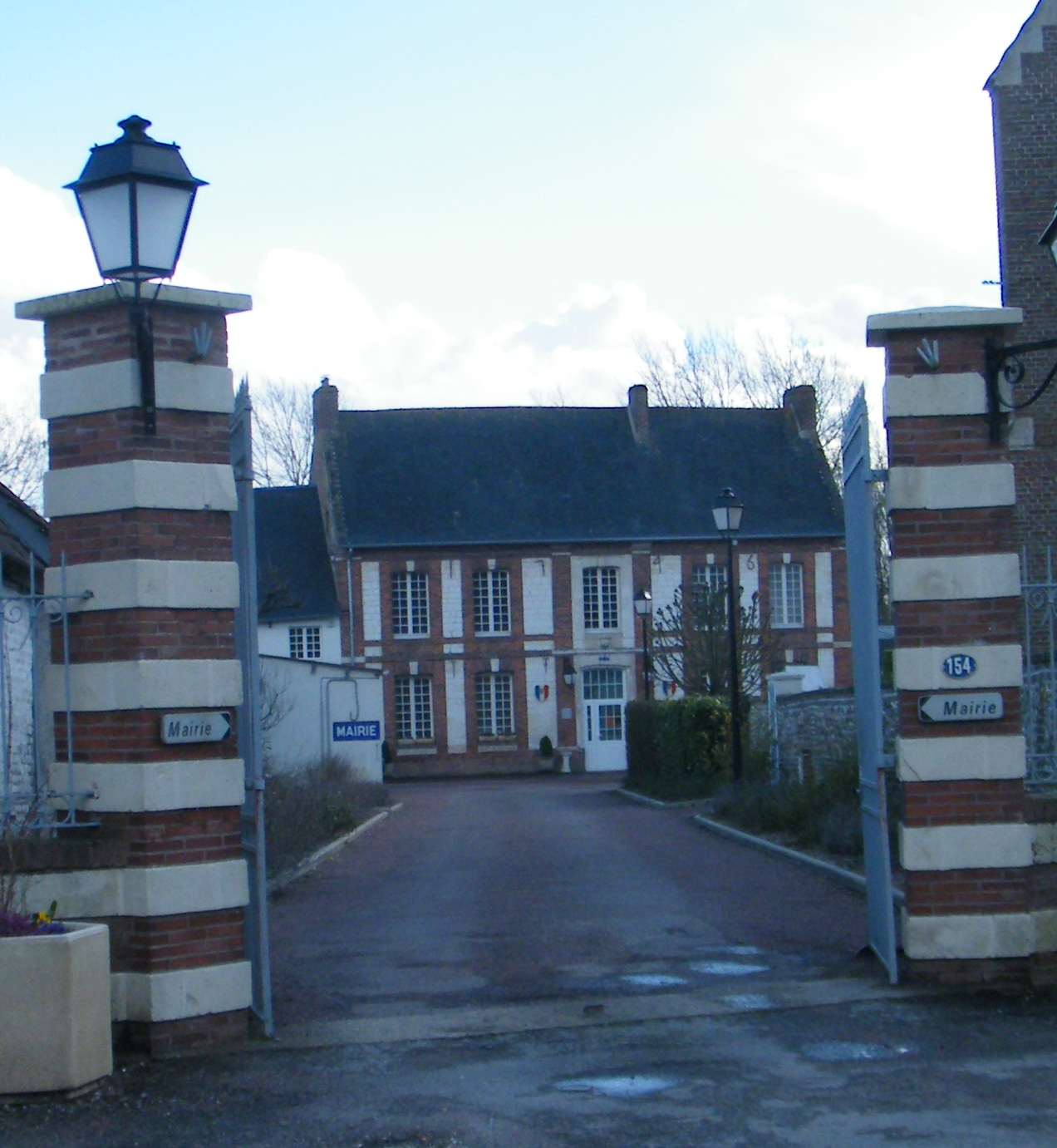
La mairie.

### Rattachements administratifs et électoraux
La commune se trouve dans l'arrondissement d'Abbeville du département de la Somme. Pour l'élection des députés, elle fait partie depuis 1988 de la troisième circonscription de la Somme.
Elle faisait partie depuis 1793 du canton de Saint-Valery-sur-Somme. Dans le cadre du redécoupage cantonal de 2014 en France, elle intègre le canton de Friville-Escarbotin.

### Intercommunalité
La commune était membre de la communauté de communes Baie de Somme Sud, créée fin 1997.
Dans le cadre des dispositions de la loi portant nouvelle organisation territoriale de la République du 7 août 2015, qui prévoit que les établissements publics de coopération intercommunale (EPCI) à fiscalité propre doivent avoir un minimum de 15 000 habitants, la préfète de la Somme propose en octobre 2015 un projet de nouveau schéma départemental de coopération intercommunale (SDCI) qui prévoit la réduction de 28 à 16 du nombre des intercommunalités à fiscalité propre du département. Ce projet prévoit la création d'une communauté d'agglomération regroupant 56 communes et 57 469 habitants qui fusionnerait les quatre communautés de communes de l'Abbevillois, de la Région d'Hallencourt, du Vimeu Vert et Baie de Somme Sud,,.
La  commission départementale de coopération intercommunale (CDCI) du 21 janvier 2016, entérine la fusion en une communauté d'agglomération des communautés de communes de l'Abbevillois, de la région d'Hallencourt et de Baie de Somme sud, soit 51 827 habitants, (Le Vimeu Vert fusionnant avec le Vimeu Industriel pour former la communauté de communes du Vimeu). Après consultation des conseils communautaires et municipaux concernés, la communauté d'agglomération de la Baie de Somme, dont la commune est désormais membre, est ainsi créée au 1er janvier 2017.

### Liste des maires
| Période                                  | Période                       | Identité           | Étiquette | Qualité                                                                             |
| ---------------------------------------- | ----------------------------- | ------------------ | --------- | ----------------------------------------------------------------------------------- |
| Les données manquantes sont à compléter. |                               |                    |           |                                                                                     |
| 1959                                     |                               | Raymond Bouchet    | PCF       |                                                                                     |
| Les données manquantes sont à compléter. |                               |                    |           |                                                                                     |
| 1971                                     | 1977                          | Marceau Fétré      |           |                                                                                     |
| mars 1977                                | 2008                          | Guy Delahaye,.     | DVD       |                                                                                     |
| mars 2008                                | mars 2014                     | Jean-Claude Maison |           |                                                                                     |
| mars 2014                                | En cours (au 23 juillet 2020) | Jean-Yves Blondin  | DVD       | Vice-président de la CA de la Baie de Somme (2020 →) Réélu pour le mandat 2020-2026 |

### Tendances politiques et résultats
| Scrutin              | 1er tour | 1er tour | 1er tour | 1er tour | 1er tour | 1er tour | 1er tour | 1er tour | 1er tour | 1er tour | 1er tour | 1er tour |     | 2e tour | 2e tour | 2e tour | 2e tour | 2e tour | 2e tour | 2e tour | 2e tour | 2e tour |
| Scrutin              | 1er      | 1er      | %        | 2e       | 2e       | %        | 3e       | 3e       | %        | 4e       | 4e       | %        | 1er | 1er     | %       | 2e      | 2e      | %       | 3e      | 3e      | %       |         |
| -------------------- | -------- | -------- | -------- | -------- | -------- | -------- | -------- | -------- | -------- | -------- | -------- | -------- | --- | ------- | ------- | ------- | ------- | ------- | ------- | ------- | ------- | ------- |
| Départementales 2021 |          | DVG      | 42,07    |          | UCD      | 26,86    |          | RN       | 23,30    |          | UGE      | 7,77     |     |         | UCD     | 64,60   |         | UGE     | 35,40   |         |         |         |
| Régionales 2021      |          | UCD      | 43,77    |          | RN       | 32,32    |          | UGE      | 7,74     |          | LREM     | 6,06     |     | UCD     | 56,88   |         | RN      | 32,25   |         | UGE     | 10,87   |         |
| Présidentielle 2022  |          | RN       | 46,80    |          | LREM     | 19,55    |          | LFI      | 8,08     |          | REC      | 6,02     |     | RN      | 69,65   |         | LREM    | 30,35   |         |         |         |         |
| Législatives 2022    |          | RN       | 44,59    |          | LR       | 25,95    |          | LREM     | 11,08    |          | PCF      | 10,54    |     | RN      | 62,40   |         | LR      | 37,60   |         |         |         |         |
| Européennes 2024     |          | RN       | 51,39    |          | DVD      | 22,22    |          | RE       | 7,41     |          | REC      | 5,09     |     |         |         |         |         |         |         |         |         |         |
| Législatives 2024    |          | RN       | 60,92    |          | LR       | 24,25    |          | PCF      | 9,42     |          | HOR      | 2,40     |     | RN      | 66,40   |         | LR      | 33,60   |         |         |         |         |

### Politique environnementale
Dans le cadre de ses aménagements paysagers et architecturaux, la commune utilise de concert la brique et le galet. C'est ainsi qu'un lavoir a été créé à Poutrincourt et que six des sept Abribus ont été traités de manière à créer une unité dans le village et ses hameaux,.

## Population et société

### Démographie

#### Évolution démographique
L'évolution du nombre d'habitants est connue à travers les recensements de la population effectués dans la commune depuis 1793. Pour les communes de moins de 10 000 habitants, une enquête de recensement portant sur toute la population est réalisée tous les cinq ans, les populations de référence des années intermédiaires étant quant à elles estimées par interpolation ou extrapolation. Pour la commune, le premier recensement exhaustif entrant dans le cadre du nouveau dispositif a été réalisé en 2008.
En 2022, la commune comptait 889 habitants, en évolution de −2,2 % par rapport à 2016 (Somme : −1,26 %, France hors Mayotte : +2,11 %). Le maximum de la population a été atteint en 1872 avec 1 139 habitants.
| 1793 | 1800 | 1806 | 1821 | 1831 | 1836 | 1841 | 1846 | 1851 |
| ---- | ---- | ---- | ---- | ---- | ---- | ---- | ---- | ---- |
| 625  | 617  | 669  | 746  | 832  | 894  | 950  | 984  | 987  |

| 1856 | 1861  | 1866  | 1872  | 1876  | 1881  | 1886  | 1891  | 1896  |
| ---- | ----- | ----- | ----- | ----- | ----- | ----- | ----- | ----- |
| 981  | 1 087 | 1 124 | 1 139 | 1 110 | 1 048 | 1 009 | 1 004 | 1 009 |

| 1901  | 1906  | 1911 | 1921 | 1926 | 1931 | 1936 | 1946 | 1954 |
| ----- | ----- | ---- | ---- | ---- | ---- | ---- | ---- | ---- |
| 1 008 | 1 034 | 962  | 842  | 813  | 805  | 774  | 776  | 784  |

| 1962 | 1968 | 1975 | 1982 | 1990 | 1999 | 2006 | 2008  | 2013 |
| ---- | ---- | ---- | ---- | ---- | ---- | ---- | ----- | ---- |
| 788  | 762  | 797  | 775  | 826  | 834  | 969  | 1 008 | 923  |

| 2018 | 2022 | - | - | - | - | - | - | - |
| ---- | ---- | - | - | - | - | - | - | - |
| 922  | 889  | - | - | - | - | - | - | - |

#### Pyramide des âges
En 2018, le taux de personnes d'un âge inférieur à 30 ans s'élève à 30,1 %, soit en dessous de la moyenne départementale (36,4 %). À l'inverse, le taux de personnes d'âge supérieur à 60 ans est de 28,2 % la même année, alors qu'il est de 26,0 % au niveau départemental.
En 2018, la commune comptait 466 hommes pour 456 femmes, soit un taux de 50,54 % d'hommes, largement supérieur au taux départemental (48,51 %).
Les pyramides des âges de la commune et du département s'établissent comme suit.
| Hommes | Classe d’âge | Femmes |
| ------ | ------------ | ------ |
| 0,0    | 90 ou +      | 0,4    |
| 6,7    | 75-89 ans    | 10,1   |
| 19,3   | 60-74 ans    | 20,0   |
| 22,3   | 45-59 ans    | 24,1   |
| 20,0   | 30-44 ans    | 17,1   |
| 14,4   | 15-29 ans    | 12,7   |
| 17,4   | 0-14 ans     | 15,6   |

| Hommes | Classe d’âge | Femmes |
| ------ | ------------ | ------ |
| 0,6    | 90 ou +      | 1,8    |
| 6,7    | 75-89 ans    | 9,4    |
| 17,2   | 60-74 ans    | 18,1   |
| 19,8   | 45-59 ans    | 19,1   |
| 18,2   | 30-44 ans    | 17,5   |
| 19,4   | 15-29 ans    | 18     |
| 18,2   | 0-14 ans     | 16,2   |

### Enseignement

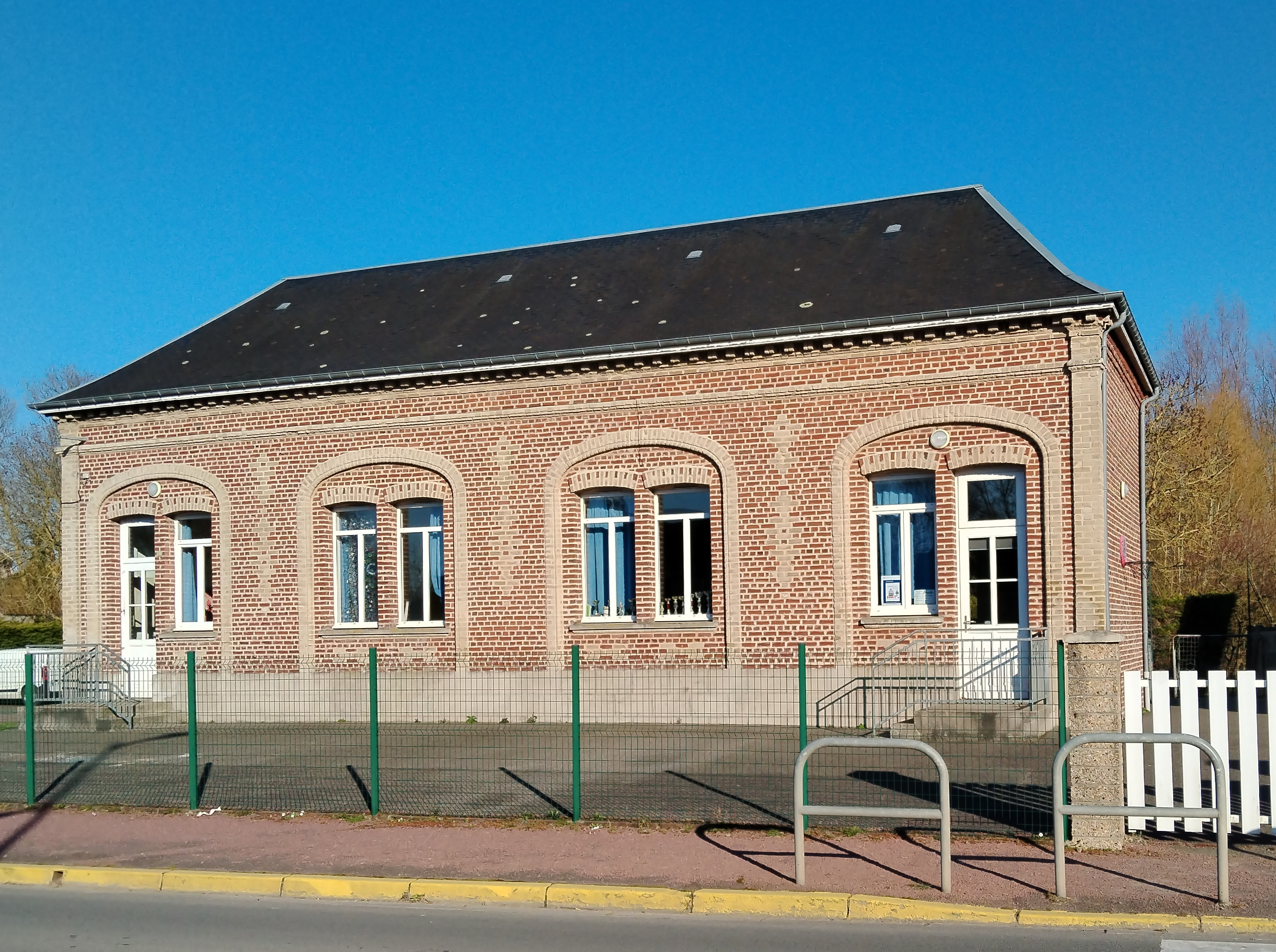
L'école.

La commune gère une école primaire publique, l'école élémentaire Paul Vimereu.

## Culture locale et patrimoine

### Lieux et monuments
- L'église de la Nativité-de-la-Sainte-Vierge, du XVIe siècle, avec une cloche de 1520[54].
- Les ruines du château de Poutrincourt, (XVe siècle)[55].

Poutrincourt était un fief de la Maison de Biencourt. Ces ruines sont inscrites aux Monuments historiques depuis 1980.
- Le château de Lanchères (XVIIIe siècle) et son parc[56].
- La Gare de Lanchères - Pendé, sur le chemin de fer de la baie de Somme (chemin de fer touristique).
- Statue de saint Christophe, près du monument aux morts. La statue a été dressée après la Deuxième Guerre mondiale, le village ayant été préservé des bombardements[57].
- Chapelle consacrée à la Vierge, à l'extérieur du village, route de Saint-Valery-sur-Somme.
- La maison de la baie de Somme[58].
- Les zones humides locales constituent une partie du site Ramsar de la Baie de Somme et des marais arrière-littoraux (28 communes) dont l'avifaune atteint 365 espèces d'oiseaux sur plus de 19 000 hectares[59].

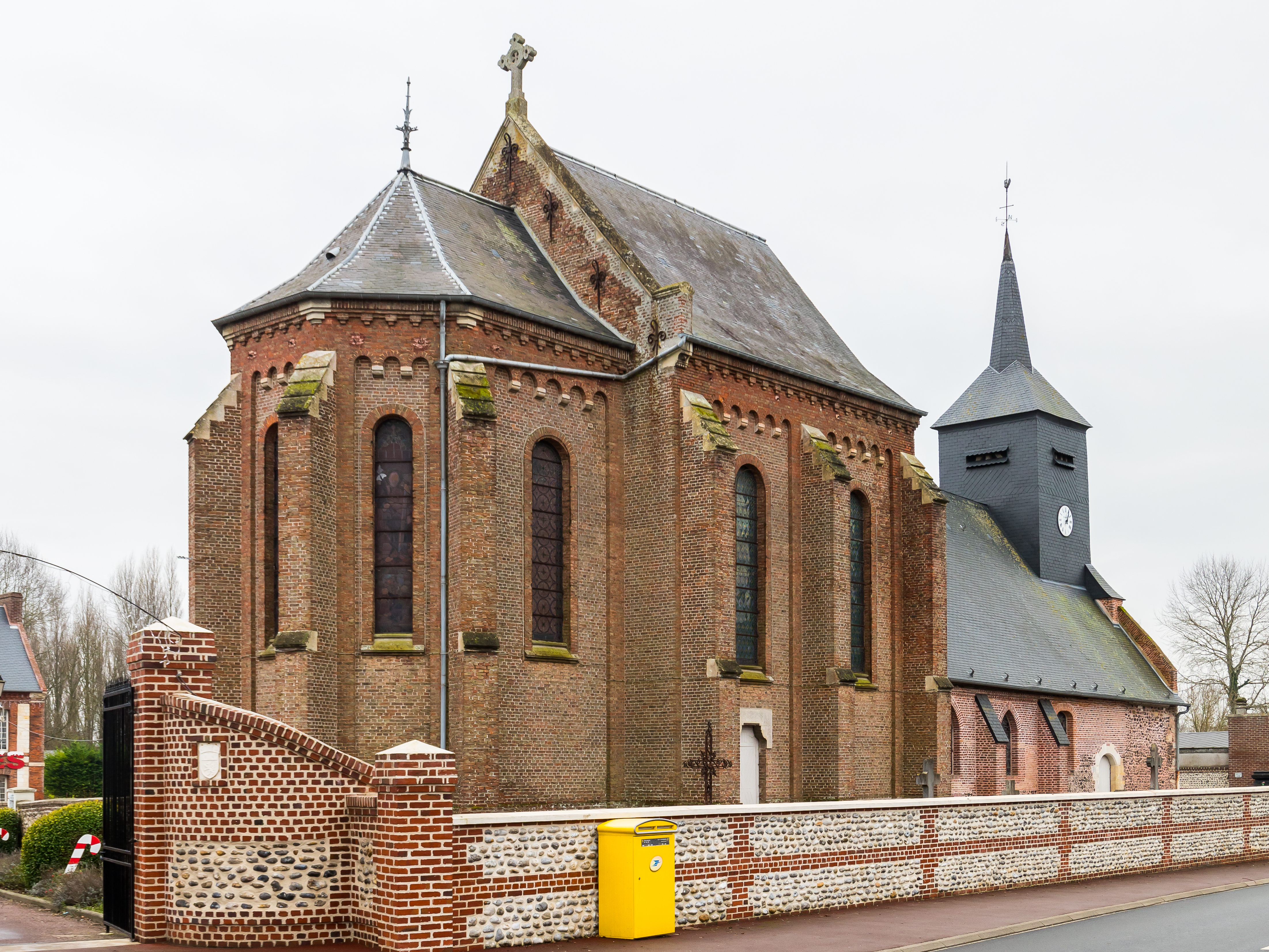
L'église de la Nativité-de-la-Sainte-Vierge.
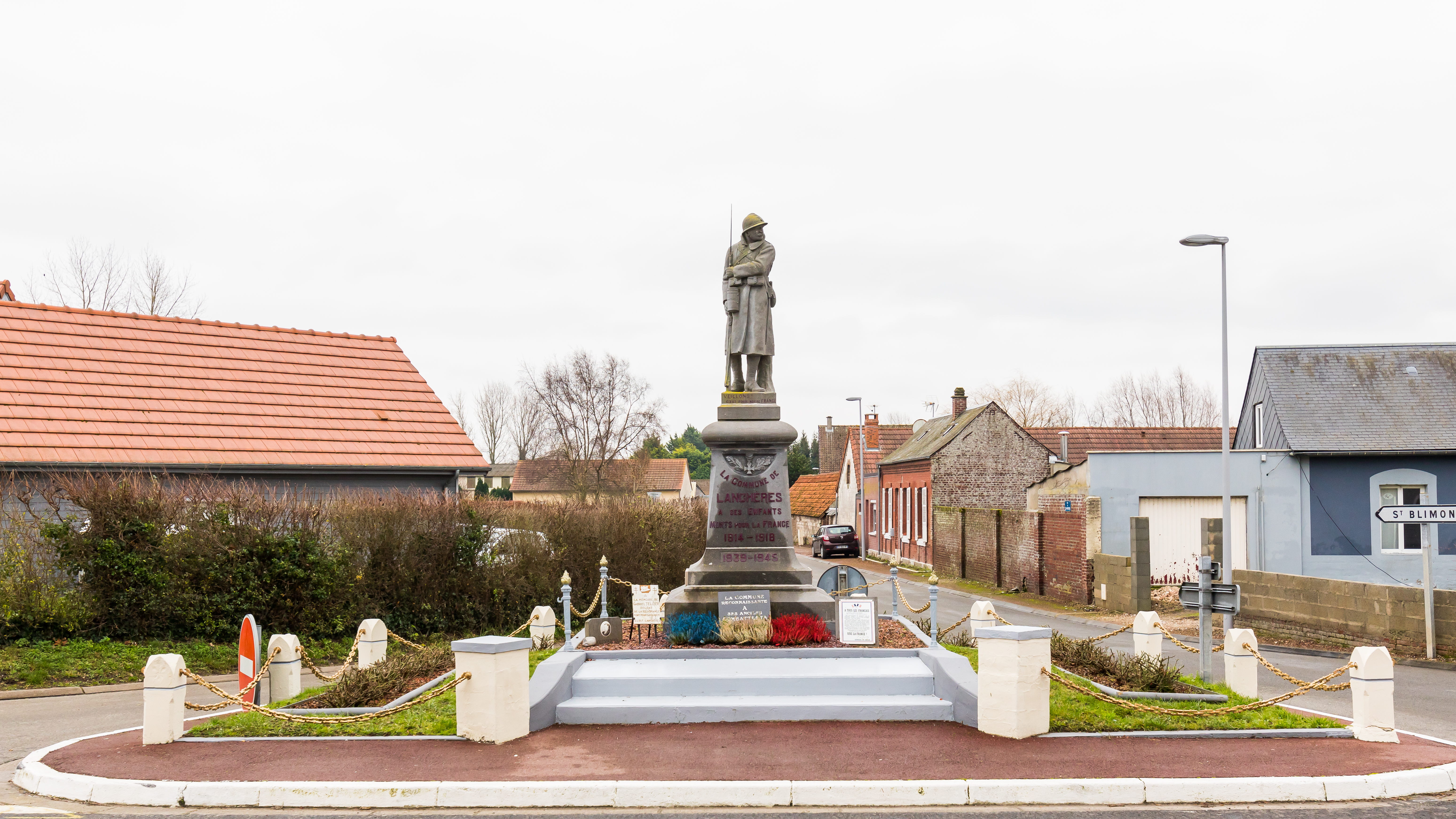
Monument aux morts pour la patrie.
Le château de Lanchères.
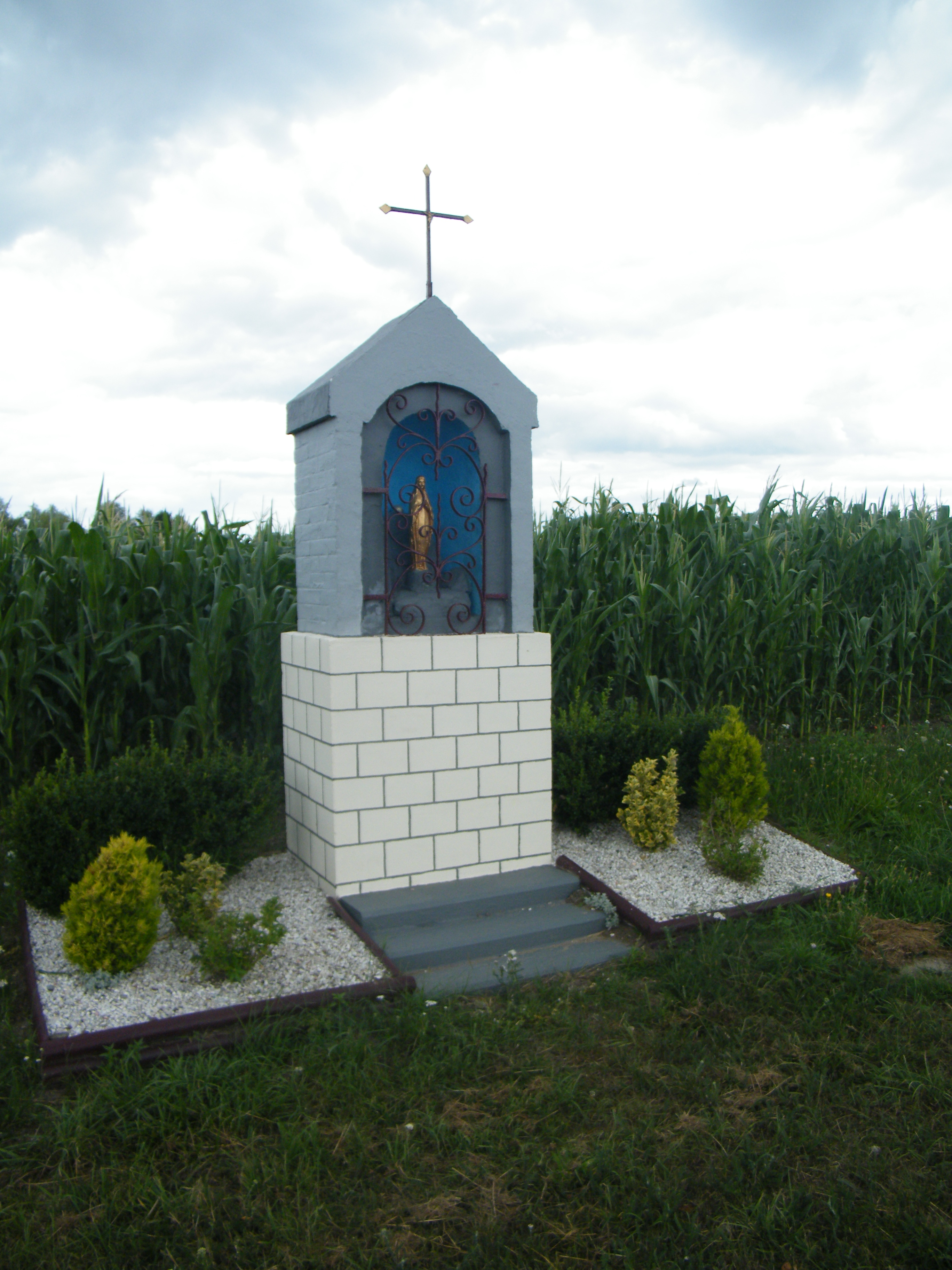
La chapelle dédiée à la Vierge, route de Saint-Valery.
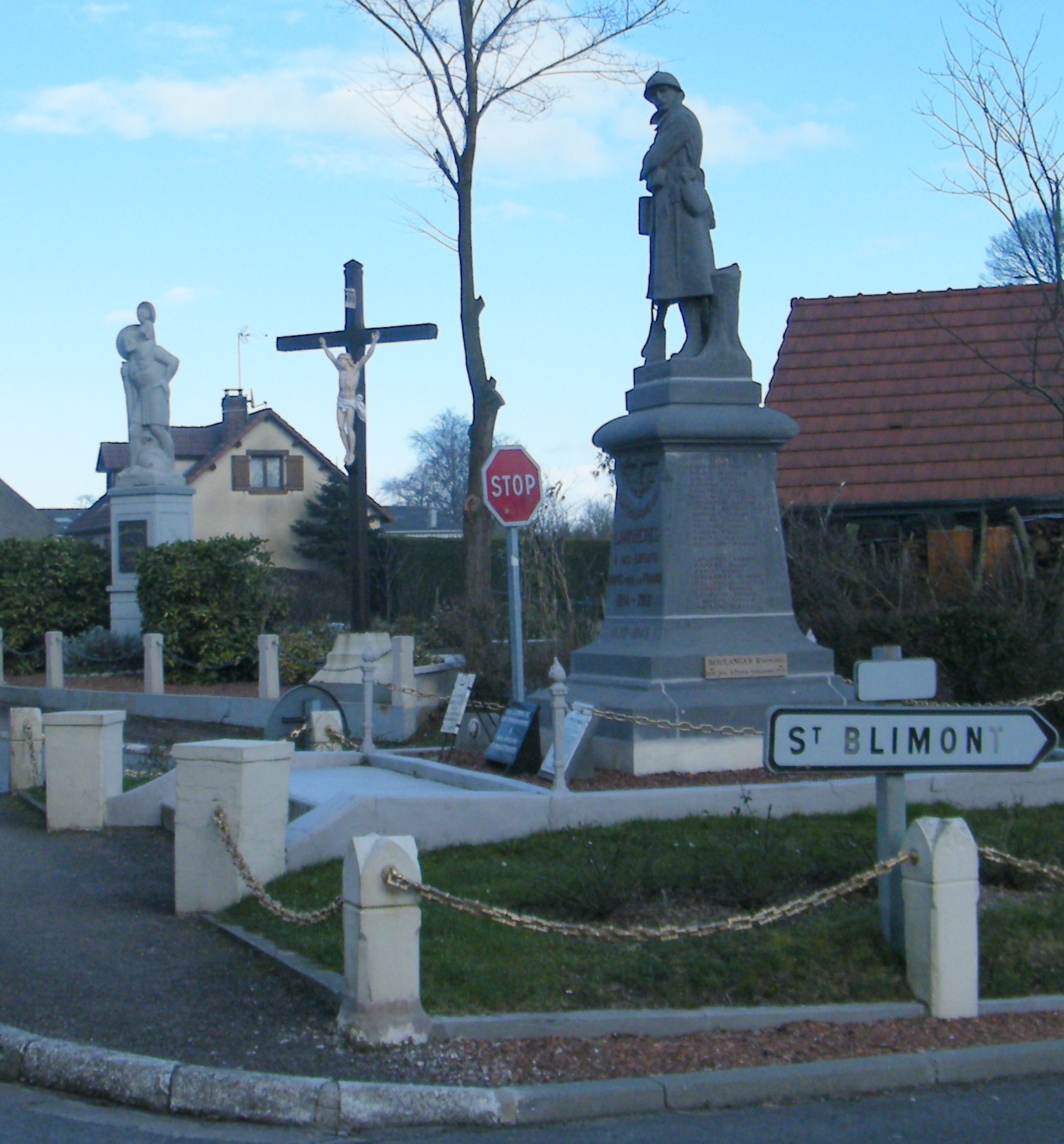
Un carrefour sous hautes protections.

### Personnalités liées à la commune
- Paul Vimereu, auteur picard ayant passé son enfance à Lanchères.
- Jules Dufrêne (1916-1991) est un auteur picard né à Watiéhurt, commune de Lanchères. Il a écrit Bassureries (1983).
- Jean de Poutrincourt (1557-1615), vécut à Poutrincourt, hameau de Lanchères avant de faire route en 1605 pour l'Acadie, actuelle Nouvelle-Écosse canadienne. On peut encore observer les ruines du château de Poutrincourt[60].

### Héraldique
| Blason de Lanchères | Blason  | De sable au lion d'argent, armé et lampassé de gueules; au chef cousu de sinople chargé de deux roses en bouton d'or. Ornements extérieursCouronne murale : trois tours |
| Blason de Lanchères | Détails | Le blason reprend le lion du blason de Jean de Biencourt de Poutrincourt, seigneur du lieu. Les deux boutons de roses rappellent la tradition selon laquelle le seigneur recevait chaque année deux boutons de roses et quatre pots de vin. * Ces armes emploient le terme « cousu » dans le seul but de contrevenir à la règle de contrariété des couleurs : elles sont fautives : sinople sur sable. Adopté en juin 1989. |